# Localhost
Inom datalogin syftar termen localhost på den lokala värddatorn eller systemet. Det är en loopback-enhet som normalt tilldelas IP-adressen 127.0.0.1 i IPv4 eller ::1 i IPv6. Adressen kan användas av TCP/IP-program för att kommunicera med sig själva om det behövs.
Att kunna kommunicera med sitt eget lokala datorsystem som om det vore ett avlägset system är användbart ur testsynvinkel, och även för att kontakta datortjänster (som spelservrar eller webbservrar) som vanligtvis finns på avlägsna datorsystem på ens eget datorsystem.

## IETF-specifikation
IETF-dokumentet "Special-Purpose IP Address Registries" (]) beskriver adress-blocket 127.0.0.0/8 som reserverat för loopback-ändamål. Detta adressblock kommer inte att tilldelas någon organisation eller ISP. Inga paket med adresser i detta adressblock får förekomma utanför en värddator. Inom en värddator får loopback-gränssnittet normalt adressen 127.0.0.1.
Å andra sidan specificerar RFC 3513 endast en IPv6-adress som loopbackadress, nämligen ::1/128 (det vill säga, adressen som består av 127 ledande binära nollor följt av en enda binär etta). RFC 3513 specificerar dessutom: "Loopback-adressen får inte användas som källadress i IPv6-paket som skickas utanför en nod. Ett IPv6-paket vars mottagaradress är loopbackadressen får inte skickas ut ur en nod, och får inte skickas vidare av en IPv6-router. Ett paket som tagits emot med loopback-adressen som mottagaradress måste släppas".

## Vandringssägen
En vandringssägen som handlar om 127.0.0.1 cirkulerar ofta i mer tekniska datorrelaterade internetforum. Berättelsen handlar ofta om en motståndare som ofta kallas "världens sämsta hacker". Berättelsen går vanligtvis ut på att hackern hackar sig själv efter att han lurats att använda adressen 127.0.0.1.
I samma anda används IP-adressen 127.0.0.1 ofta som ett practical joke mot oerfarna datoranvändare.